# Емі Дюма
Емі Крістіан Дюма (англ. Amy Dumas) — американська реслерка, більше відома під псевдонімом Літа. Виступала на професійному рингу з 1999 по 2006 рік. Після відходу з реслінгу стала вокалісткою панк-гурту The Luchagors.

## Біографія
Народилася в місті Форт-Лодердейл, штат Флорида. Все дитинство і юність вона переходила зі школи в школу, закінчила старшу школу Лассітер за півроку до випуску. Після цього вступила до університету штату Джорджія, з якого пішла через рік.

## Кар'єра в професійному реслінгу

### Тренування (1999)
Дюма зацікавилася реслінгом після перегляду ТБ-шоу WCW Monday Nitro. Вона почала займатися дзюдо і кікбоксингом, а потім і реслінгом. У 1998 році вирушила до Мексики, щоб побільше дізнатися про реслінг. Саме в Мексиці вона познайомилася з Кевіном Квіном і Рікі Сантаною, які стали її першими наставниками.
Після повернення в США Дюма деякий час працювала в незалежних організаціях реслінгу під ім'ям Анджеліка. У тому числі вона працювала в NWA Mid-Atlantic, де познайомилася з братами Харді, Меттом і Джефом.

### Extreme Championship Wrestling (1999)
Навесні 1999 року Пол Хейман, керівник ECW, звернувся до Дюма з пропозицією вступити в організацію, і незабаром вона дебютувала під ім'ям Міс Конгеніальність. Приблизно в цей час Роб Ван Дам познайомив її з Дорі Фанком-молодшим, який запросив її в свою школу реслінгу The Funkin Conservatory. Фанк і його дружина склали відеозапис виступів Дюма і відіслали її в World Wrestling Entertaiment.

### World Wrestling Federation / Entertainment
В WWE виступала як частина команди братів Харді, періодично зав'язуючи стосунки то з Джеффом, то з Меттом. Це призвело до серії матчів між братами. Також претендентом на стосунки з Літою став Кейн, який переміг Метта Харді і отримав право на весілля. Метт захотів втрутитись у церемонію і отримав чоукслем від Кейна. Окрім цього, Дюма була в команді з Тріш Стратус, але отримала травму і команда розпалась. Також вона мала досить серйозні стосунки з Еджем під час його чемпіонства. Перед завоюванням титулу чемпіона Едж заявив, що якщо він переможе, займеться сексом з Дюма прямо на ринзі. Едж переміг, і наступного шоу він виконав свою обіцянку. В той день рейтинги WWE майже досягли свого апогею. 
Закінчила виступи у 2006 році після поразки від Міккі Джеймс. За час перебування у компанії ставала чемпіонкою Дів 4 рази.

## Тимчасові повернення (2013-14)

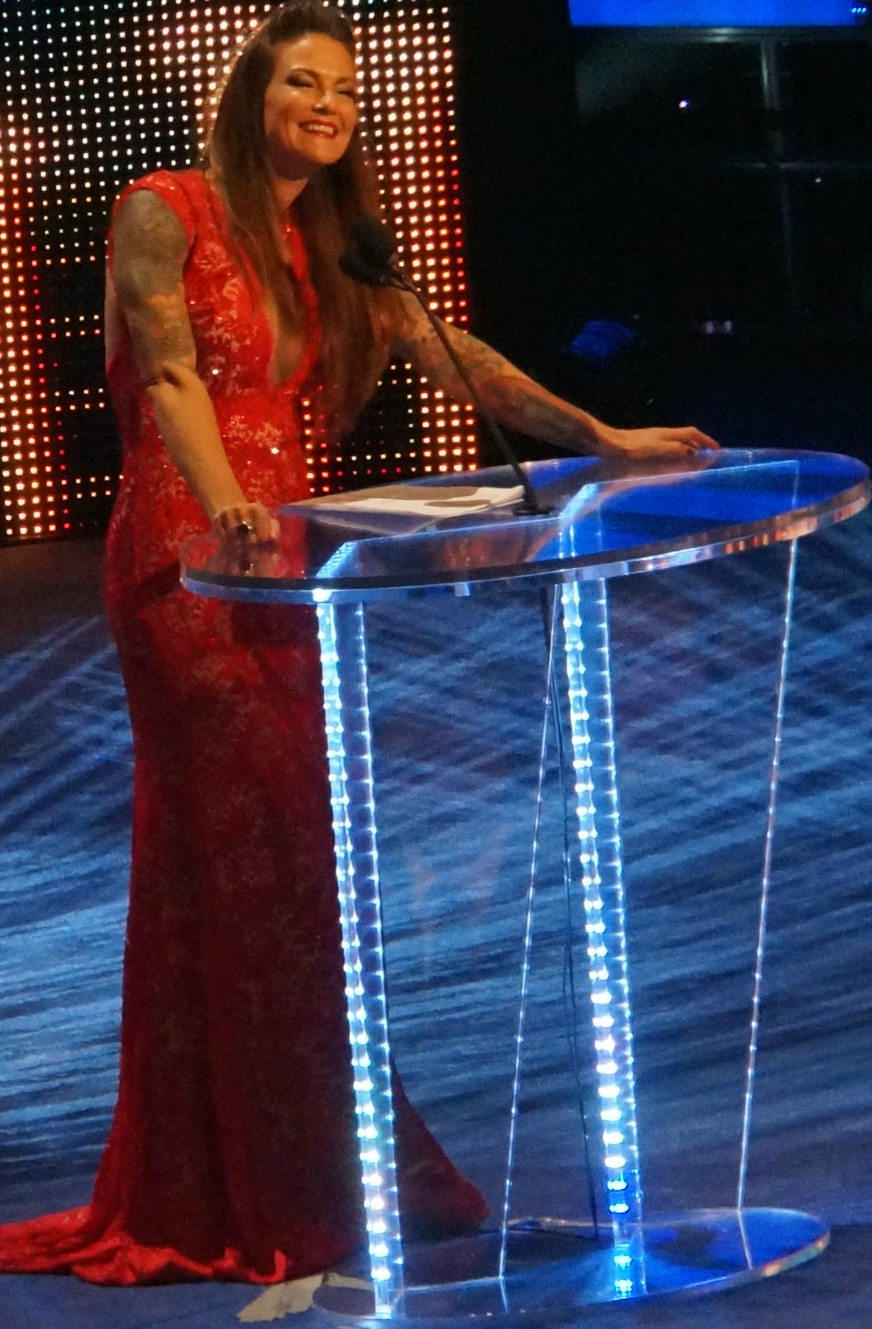
Дюма на введені в Залу Слави у 2014 році.

10 грудня 2007 Дюма повернулася на RAW, яке було присвячене 15-річчю Monday Night Raw і допомогла Тріш Стратус відбитися від Джилліан Голл.
12 грудня 2011 Дюма знову повернулася, щоб взяти участь у нагородженні Slammy Award «Момент Року. Діви». Там Дюма напаскудила Келлі Келлі за те, що вона виграла титул Чемпіонки Дів WWE. Після чого вийшли Бет Фенікс і Наталія і вступили в конфронтацію з Дюма і Келлі Келлі.
Потім Дюма взяла участь у WWE Wrestlemania Axxess перед РеслМанія 28. Як реслерка Дюма повернулася на 1000 епізоді RAW разом з JBL, Ron Simmons, Bob Backlund, Diamond Dallas Page, Doink The Clown, Rikishi, Road Warrior Animal, Roddy Piper, Sgt. Slaughter, Sid і Vader перемогла Хіта Слейтера в поєдинку без дискваліфікації.
У лютому 2014 було оголошено, що Дюма буде введена в Зал Слави WWE перед Реслманією XXX. 5 квітня на церемонії WWE Hall of Fame Тріш Стратус ввела Дюма в Зал Слави WWE.
28 травня Дюма з'явилася на шоу SHIMMER заявивши про свій хілл-терні, здобула перемогу в матчі 2 на 1. Повідомляється, що контракт у Дюма діятиме ще приблизно 3 роки.

## У реслінгу
Фінішери
- Litasault

Улюблені прийоми
- Diving crossbody
- Hangman's choke
- Headbutt
- Headscissors takedown
- Litabomb
- Litacanrana
- One-legged monkey flip
- Rear naked choke

Менеджери
- Команда Екстрим
- Кріс Джеріко
- Едж

Музичні теми
- «Super Bon Bon» від Soul Coughing
- «Simply Ravishing»(Instrumental) від Harry Slash & The Slashtones
- «Electron» від Jim Johnston
- «Loaded» від Zack Tempest
- «It Just Feels Right» від Jim Johnston
- «Lovefurypassionenergy (ремікс)» від Boy Hits Car

## Титули і нагороди
Pro Wrestling Illustrated
- Фьюд року (2005)[1] з Меттом Харді
- Жінка року (2001)[2]

World Wrestling Entertainment
- Чемпіонка Дів WWF/E (4 рази)[3]
- WWE Hall of Fame (Class of 2014)